# Koolhoven F.K.50
Il Koolhoven F.K.50 fu un bimotore da trasporto civile ad ala alta sviluppato dall'azienda aeronautica olandese Koolhoven negli anni trenta del XX secolo, e costruito in piccola serie.

## Storia del progetto
Su richiesta della compagnia aerea Swiss Alpar, che voleva un aereo da trasporto passeggeri a 8 posti da utilizzare sulle rotte nazionali e internazionali, il progettista Frederick Koolhoven, proprietario della omonima ditta di costruzioni aeronautiche, nell'inverno del 1934 progettò il modello F.K.50. La Swiss Alpair ne ordinò subito due esemplari, e il primo di essi (PH-AKX), equipaggiato con i motori radiali Pratt & Whitney Wasp Junior T1B volò per la prima volta il 18 settembre 1935 seguito dal secondo (PH-AKZ) nel marzo 1936. Una volta consegnati alla compagnia aerea, i velivoli assunsero le matricole civili svizzere HB-AMI (settembre 1935) e HB-AMO.

## Descrizione tecnica

L'esemplare HB-AMO ritratto sull'aeroporto di Dübendorf nel corso del 1936.

Aereo da trasporto civile, bimotore, monoplano. L'ala alta  a sbalzo, aveva struttura completamente lignea, con rivestimento in compensato. La fusoliera era costruita in tubi d'acciaio saldati, e rivestita in tela. Sul muso aveva sezione ovale, mentre era rettangolare in corrispondenza della cabina passeggeri. La capacità di carico prevedeva 8 posti, oltre a due membri dell'equipaggio, pilota e navigatore. Il carrello d'atterraggio era triciclo posteriore fisso, con le gambe principali dotate di una sola ruota, fissate sotto le gondole motori, e ruotino di coda.
La propulsione era assicurata da due motori radiali Pratt & Whitney Wasp Junior T1B a 9 cilindri, raffreddati ad aria, eroganti la potenza di 406 CV (299 kW) a 2200 giri/minuto, ed azionanti un'elica bipala lignea Hamilton C.P.

## Impiego operativo

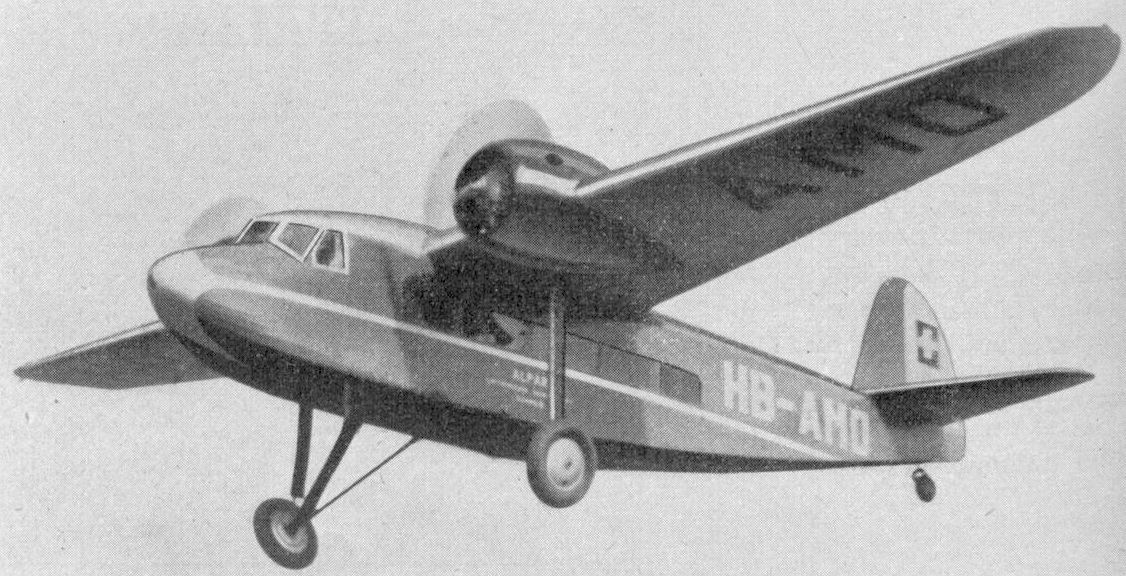
L'esemplare di Koolhoven F.K.50 matricola HB-AMO, ritratto sulla rivista Le Pontential Aérien Mondial 1936.

Entrati in servizio i due aerei effettuavano regolare servizio sulle rotte svizzere e in seguito, anche verso Lione e Marsiglia e voli charter per Parigi e Londra.
Il secondo velivolo andò perso il 10 settembre 1936, quando si schiantò a circa 25 km dall'aeroporto di Basilea, causando la morte di tre persone. Per rimpiazzare il velivolo ne venne ordinato un terzo esemplare, designato F.K.50A, leggermente più lungo, e caratterizzato dal peso a pieno carico più elevato. L'aereo, immatricolato HB-AMA, fu consegnato nel 1938. Durante il corso della seconda guerra mondiale questo velivolo effettuò regolari collegamenti tra l'aeroporto di Berna e quello di Croydon, in Gran Bretagna.
Il primo esemplare venne demolito nel 1947, mentre l'F.K.50A fu venduto in quello stesso anno all'operatore liberiano Maryland Flying Services e reimmatricolato EL-ADV. L'aereo andò perso il 6 luglio 1962 quando si schiantò nei pressi della capitale Monrovia.

## Versioni
- F.K.50: due esemplari in versione trasporto passeggeri, equipaggiati con propulsori Pratt & Whitney Wasp Junior T1B.
- FK50A: un esemplare dotato di doppia deriva, cappottature dei propulsori più piccole, fusoliera più lunga, e peso a pieno carico più elevato.
- F.K.50B: progetto di un esemplare di una versione militare da bombardamento,[6] completamente ridisegnata negli interni, nell'ala e nella fusoliera, dotata di motori Bristol Mercury VIII da 830 hp,[7] equipaggio di quattro persone,[8] carico bellico di 1000 kg, e armamento difensivo basato su tre mitragliatrici da 7,7 mm,[8] posizionate una in torretta anteriore, una in torretta dorsale e una in postazione ventrale.[7] Le caratteristiche tecniche erano: apertura alare 20,60 m, lunghezza 15,00 m, altezza 4,10 m, superficie alare 55,00 m², peso a vuoto 3250 kg, massimo al decollo 5900 kg, velocità massima 403 km/h, di crociera 364 km/h, autonomia 1150 km, tangenza 8500 m.[8] Destinato alla vendita all'aviazione della Spagna repubblicana, arrivò troppo tardi per partecipare alla guerra civile.[N 2]

## Utilizzatori
Svizzera
- Swiss Alpar

 Liberia
- Maryland Flying Services

### Annotazioni
1. ↑  L'originale matricola olandese era PH-ASI.
2. ↑  Il modello F.K.50B non fu adottato dalla Luchtvaartafdeling perché era già in produzione il bombardiere medio Fokker T.V.

### Fonti
1. ↑  The Illustrated Encyclopedia of Aircraft (Part Work 1982-1985) 1985, p. 2260.
2. 1 2 3 4 5 6 7 8 9  Уголок неба.
3. 1 2 3 4 5 6 7 8 9 10  Flight International n.1397, 3 ottobre 1935, p. 366.
4. 1 2 3  Zwaluw 2010, p. 54.
5. ↑  Den Ouden.
6. ↑  Flight International n.1444, 27 agosto 1936, p. 222.
7. 1 2  Flight International n.1444, 27 agosto 1936, p. 223.
8. 1 2 3  Уголок неба.

### Periodici
- (EN) Koolhoven F.K.50, in Aeroplane, Cudham, Kelsey Publishing, March 2012,  pp. 32-33, ISSN 0143-7240 (WC · ACNP).
- (EN) Koolhovens for Alpar, in Flight International, n. 1397, Londra, 3 Ottobre 1935,  p. 366.
- (EN) Koolhoven FK50B, in Flight International, n. 1444, Londra, 27 Agosto 1936,  p. 222.